# Вуоринен, Йоуко
Йоуко Энсио Вуоринен (фин. Jouko Ensio Vuorinen; 16 октября 1910, Або, Великое княжество Финляндское — 25 января 1997, Лохья, Финляндия) — финский почвовед.

## Биография
Родился 16 октября 1910 года в Або. В 1932 году поступил в Сельскохозяйственный институт, который он окончил в 1937 году. Сразу же после окончания данного института, устроился работать в один из филиалов данного института под названием «Опытный институт сельского хозяйства», сначала в качестве научного работника, а с 1947 по 1950 год в качестве профессора. С 1950 года занимает должность Председателя общества сельскохозяйственных наук, одновременно с этим с 1950 по 1955 год является членом правления Государственной сельскохозяйственной лаборатории. В 1960 году избран генеральным директором Исследовательского центра сельского хозяйства, данную должность он занимал до 1973 года, одновременно с этим занимал должность доцента отдела почвоведения Хельсинкского университета.

### Участие во 2-й Мировой войне
Йоуко Вуоринен принимал участие во 2-й Мировой войне в качестве командира автомобильной компании, и затем перешёл в запас в звании майора. В 1944 году завершил войну в Петрозаводске.
Скончался Йоуко Вуоринен 25 января 1997 года в Лохье.

## Научные работы
Основные научные работы посвящены вопросам земледелия, почвоведения и растениеводства.

## Членство в обществах
- Иностранный член ВАСХНИЛ (1967—92).